# Alí Rodríguez Araque
Alí Rodríguez Araque est un avocat, diplomate et homme politique vénézuélien, né le 9 septembre 1937 à Ejido (État de Mérida) et mort le 19 novembre 2018 à La Havane.
Député au Congrès de la République à la fin des années 1990, il a été ministre de l'Énergie et des Mines et ministre de l'Énergie et du Pétrole (1999-2000), président de la puissante compagnie pétrolière d'État PDVSA (2002-2004), ministre des Relations extérieures (2004-2006), ministre de l'Économie et des Finances (2008-2010), ministre  de l'Énergie électrique (2010-2012) et enfin ambassadeur du Venezuela à Cuba de 2014 à 2018.

## Sources
- (es) Cet article est partiellement ou en totalité issu de l’article de Wikipédia en espagnol intitulé « Alí Rodríguez Araque » (voir la liste des auteurs).